# Гюнсел
«Гюнсел» — український автоперевізник, який надає послуги експрес-доставки вантажів та пасажирських перевезень. Компанія зайняла 5-е місце, увійшовши до топ-30 найприбутковіших компаній за 2015-й рік, що працюють на ринку міжміських і міжнародних автобусних перевезень.

## Історія
Компанія «Гюнсел» заснована у 1997 році. Свій шлях вона розпочала з пасажирських автобусних перевезень, а через деякий час до послуг додалася експрес-доставка вантажу по Україні.
Станом на 2016 рік компанія «Гюнсел» обслуговує своїх клієнтів у 106 відділеннях 67 українських міст. Головний офіс знаходиться в місті Києві за адресою вул. Федора Ернста 3-б. Найбільша кількість відділень у Києві — 10 відділень, Одесі — 7, Харкові — 7.
Компанія здійснює автобусні перевезення за напрямами: Київ, Харків, Донецьк, Полтава, Дніпро, Одеса, Херсон та до інших міст України.
З 19 серпня 2019 року компанія у партнерстві з найбільшим пасажирським перевізником Європи компанією Flixbus запустили спільні міжнародні перевезення за маршрутами з Києва до Варшави, Вроцлава і Праги.

## Ребрендинг
У 2011 році компанія «Гюнсел» змінила корпоративно-комунікативну стратегію компанії. Компанія виділила основні напрямки діяльності у нову торгову марку GNS: GNS Lines — пасажирські перевезення, GNS Cargo — експрес-доставка вантажу, GNS Air Cargo —  послуги з продажу авіафрахт з України в 124 країни світу. Внаслідок цього змінився логотип компанії, а також було розроблено два нових логотипи для напрямків її діяльності.
У 2013 році компанія здійснила редизайн сайту, зробивши його зручнішим у користуванні.[джерело?]

### Пасажироперевезення
«Гюнсел» здійснює перевезення пасажирів на автобусах MAN, MAN FORTUNA, NEOPLAN, OTOKAR, MERCEDES-BENZ. Доступна послуга бронювання та придбання електронних квитків.
Також можлива оренда автобуса з водієм та стюардесою для поїздок в межах України.

### Вантажоперевезення
Компанія надає послуги з відправлення та прийому бандеролей, посилок, коштовних пакетів, крихких предметів, а також предметів нестандартних розмірів і великогабаритних вантажів різного роду.
Перевезення вантажів здійснюється за схемами:
- «склад — склад»;
- «склад — двері»;
- «двері — склад»;
- «двері — двері»;
- кур'єрська доставка.

Додаткові послуги:
- післяплата;
- переадресація;
- SMS повідомлення одержувача про прибуття вантажу в точку призначення;
- відстежування вантажу в режимі реального часу.

У 2014 році компанія створила мобільний застосунок для смартфонів, що дозволяє отримати доступ до інформації про відділення компанії, графік їх роботи, пошук відділень на карті, новини, інформацію про послуги, самостійно порахувати вартість і дізнатися терміни доставки, відстежити статус доставки вантажу та ін.

## Скандали
Компанія двічі потрапляла у гучний скандал щодо однієї й тієї ж проблеми, коли пасажирський автобус, здійснювавши міжміський рейс, кидав пасажирів за різних обставин: один раз у 2010 році, а інший — у 2017.
У 2015 році відомий журналіст Ігор Моісєєнко подав до суду на компанію через порушення останньою чинного законодавства у питанні перевезення ветеранів-афганців на пільговій основі, вигравши судову справу.
У 2021 році депутатка з Люботина Харківської області Світлана Кучеренко зламала чотири ребра в автобусі компанії "Гюнсел", який прямував з Одеси до Києва. Водій не надав жінці допомогу і не хотів робити зупинку, щоб викликати медиків. 